# Pepparmyntolja
Pepparmyntolja, ibland kallad pepparmyntessens, kan utvinnas från pepparmynta, Mentha × piperita L..
Tillverkningsmetoden är vatten- eller ångdestillation av lätt torkade blad, med eller utan blommor.
Utbytet kan vara 0,1–1,0 %, oftast 0,3–0,4 % (vikt-procent).
Framställes i stora mängder över hela världen.

## Allmänna egenskaper
- Hållbarhet ganska god om förvarad mörkt, svalt (ej över 40 °C) och lufttätt (oxideras av luft), men oljan mörknar och blir mera trögflytande med tiden. Kärlet får inte vara av PVC-plast, ty det mjuknar och förstörs av oljan.
- Stark aromatisk lukt, liknar pepparmyntans lukt.
- Skarp, söt smak, som dock ofta maskeras av känsla av kyla, orsakad av snabb avdunstning.

## Huvudbeståndsdelar av innehållet
Utöver i listan upptagna ämnen finns även spår av ytterligare ämnen.
| Ämne                    | Summaformel | Molmassa (g/mol) | Halt (%) |
| ----------------------- | ----------- | ---------------- | -------- |
| Mentol                  |             |                  | 29–48    |
| Menton                  |             |                  | 20–31    |
| Mentylacetat            | C12H22O2    | 198,3            | 3–17     |
| Pulegon                 |             |                  | 1–11     |
| Metylacetat             |             |                  | 3–10     |
| Eukalyptol (1,8-cineol) |             |                  | 6–7,5    |
| Mentofuran              | C10H12O     | 150,220          | 1–7      |
| Limonen                 |             |                  | 1–5      |
| Karvon                  |             |                  | 0–1      |
| Jasmon                  | C11H16O     | 164,24           | 0,1      |
| Amylalkohol             |             |                  | Något    |
| Mentylisovalerat        |             |                  | Något    |
| Viridiflorol            | C15H26O     | 222,37           |          |
| Piperiton               |             |                  |          |
| Caryofyllen             | C15H24      | 204,35           |          |
| Bisabolen               | C15H24      | 204,35           |          |
| Isomenton               | C10H18O     | 154,25           |          |
| Isomentol               | C10H20O     | 156,26           |          |
| α-Pinen                 | C10H16      | 136,23           |          |
| β-Pinen                 | C10H16      | 136,23           |          |
| Neomentol               | C10H20O     | 156,26           |          |
| Ledol                   | C15H26O     | 222,37           |          |
| d-trans-Sabinenhydrat   | C10H18O ?   | 154,25 ?         |          |

## Fysiska egenskaper
Brytningsindex 1,460 à 1,467 vid 20 °C. (Min och max i olika laboratoriers mätresultat.)
Polarisation −28° … −17° vid temperatur 20 °C (Mätt i ett 100 mm långt rör)
Nerkyld till 4 °C stelnar oljan, och kristaller av mentol fälls ut.
- Något grumlig lösning i 3 volymdelar 70 % etanol.
- Klar lösning i 4 volymdelar 69 % – 70 % alkohol.
- Klar lösning i lika volymdelar 91 % etanol.

Lättlöslig i vegetabilisk olja och paraffinolja ("flytande paraffin", CAS-nummer 8042–47–5)

## Användning
- Smaksättning av bakverk, tuggummi och tandkräm.
- Doftämne i Eau de cologne, och i s k manlig parfym.
- Skrämmer bort mygg och knott.

### Medicinsk användning inomskolmedicin
- Behandling av "orolig mage" (Irritable Bowel Syndrome, IBS)
- Genom duschning av endoskopet med pepparmyntolja vid gastroskopi motverkas krampreflexer.
- Några japanska studier har visat att i rumsluften avdunstad pepparmyntolja kan förbättra minnet och öka problemlösningsförmågan hos friska personer.

### Folkmedicin
Bland åkommor, som antagits kunna botas med pepparmyntolja kan nämnas:
- Magsmärta
- Kramp
- Illamående
- Halsont
- Diarré
- Förkylning
- Huvudvärk
- Tandvärk
- Cancer
- Kan även användas för lokalbedövning

## Svenskafarmakopén
Pepparmyntolja intogs redan i den första svenska farmakopén 1775 och stod kvar utan avbrott t o m 1946. I andra farmakopéer står pepparmyntolja kvar ända till långt in på 2000-talet.
Många namn har använts genom tiderna, alla på latin:
- Aetheroleum menthae piperitae
- Aetheroleum menthae piperitidis
- Mentha piperitae aetheroleum
- Oleum menthae piperitidis
- Oleum menthae piperitidis stillatitum